# Alexandr Alehin
Alexandr Alexandrovici Alehin (în limba rusă Александр Александрович Алéхин) (n. 31 octombrie 1892, Moscova, Imperiul Rus – d. 24 martie 1946, Estoril, Districtul Lisabona, Portugalia) a fost un mare maestru internațional rus de șah și campion mondial (1927-1935, 1937-1946).

## Legături externe
- Alexandr Alehin at ChessGames.com
- Alekhine rare interview (sound clip)
- Hans Kmoch talks about Alekhine
- Alekhine's death. An unresolved mystery
- Edward Winter, List of Books About Capablanca and Alekhine